# Zheng (achternaam)
Zheng 鄭 is een veel voorkomende Chinese achternaam en staat op de tweeëntwintigste plaats van meestvoorkomende Chinese achternamen. Zheng staat op de zevende plaats van Baijiaxing. In Chinese dialecten in Zuidoost-Azië wordt het soms geromaniseerd in Thé, Teh, Ching, Tang, Tey, Tee en Chin. In Macau wordt het als Cheang gespeld.
정, Jeong of Jung is een Koreaanse achternaam en in Hangul schrijft men ook het karakter 鄭.
- Koreaans: 정/jeong/chŏng/ceng
- Japans: てい (tei), じょう (jō)
- Vietnamees: Trịnh/Tjinj

## Oorsprong
De Zhengs voorouders kwamen van Huaiyang 淮阳 en Shangqiu 商丘, die allebei in de Chinese provincie Henan liggen. Een deel van hen verhuisden naar de provincie Fujian (zie: De acht families komen Min binnen).

## Nederland
De Nederlandse Familienamenbank geeft de volgende statistieken weer:
| familienaam | aantal in 1947 | aantal in 2007 |
| ----------- | -------------- | -------------- |
| Zheng       | 0              | 402            |
| Cheng       | 11             | 756            |
| The         | 30             | 453            |
| Thé         | 0              | 16             |
| Trinh       | 0              | 114            |
| Cheang      | 1              | 7              |
|             | totaal: 42     | totaal: 1748   |

## Bekende personen met de naam 鄭
- Zheng He
- Taksin (Zheng Chao)
- Ekin Cheng
- Adam Cheng
- Sammi Cheng
- Teh Hong Piow
- Thé Tjong-Khing
- Coxinga (Zheng Chenggong)
- Zheng Jie
- George Thé